# Buys Ballotmedaille

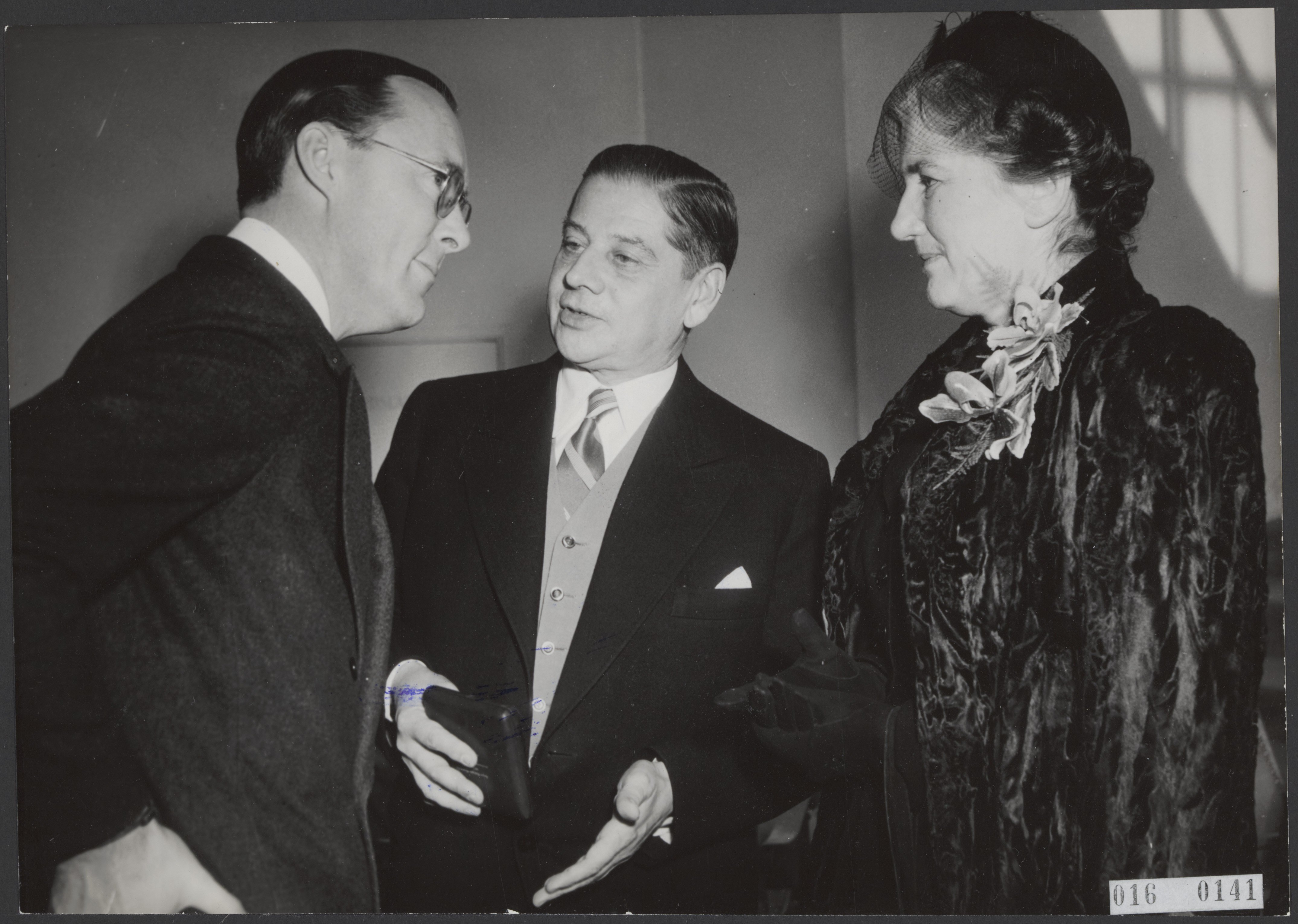
Prins Bernard en Gustav Swoboda bij de uitreiking van de medaille in 1954

De Buys Ballotmedaille is een onderscheiding die door de Koninklijke Nederlandse Akademie van Wetenschappen wordt uitgereikt aan personen die zich verdienstelijk hebben gemaakt voor de meteorologie. De medaille werd vanaf 1893 elke 10 jaar uitgereikt, vanaf 2023 elke 5 jaar.

## De instelling van de Buys Ballotmedaille
In 1887 werd aan de Universiteit Utrecht bij gelegenheid van het 40-jarig jubileum van Christophorus Buys Ballot als hoogleraar een geldbedrag bijeen gebracht met het doel uit de renteopbrengst daarvan gouden medailles toe te kennen aan prominente meteorologen. Omdat het feestcomité geen permanent lichaam was, werd het beheer van het fonds overgedragen aan de Koninklijke Nederlandse Akademie van Wetenschappen (KNAW) die meer van zulke fondsen beheert. De overdracht van het fonds aan de Akademie werd geregeld in een notariële akte van 10 maart 1888. Uit de inleiding van de akte blijkt dat voor het feestcomité aanwezig was de voorzitter, prof. Donders, die het fonds ter grootte van fl 1720,78 overdroeg aan de Akademie, die vertegenwoordigd was door de voorzitter C.H.D. Buys Ballot (!) en de secretaris prof. Oudemans.
De meeste artikelen van de akte hebben betrekking op het beheer van de financiën. Artikel 3 van de akte behelst de bepaling dat de medaille de eerste maal zal worden toegekend in 1893 en daarna steeds na tien jaar. In de praktijk heeft een aantal malen de toekenning van de medaille niet in het derde jaar van een decennium plaatsgevonden. Een goede reden om van de regel af te wijken is het combineren van de uitreiking van de medaille met een bijeenkomst waarop de aanwezigheid van vele vooraanstaande meteorologen verwacht kan worden. Zo werd de twaalfde medaille uitgereikt aan de Amerikaanse meteoroloog Edward Lorenz op 13 mei 2004 in het kader van het 150-jarig bestaan van het KNMI.
In artikel 3 wordt voorts gesteld dat de medaille bestemd is voor 'dien geleerde die het meest tot de ontwikkeling der meteorologie zal hebben bijgedragen'. Deze wat vage formulering werd in 1903 bij de toekenning van de tweede medaille zo uitgelegd dat de toekenning van de medaille betrekking zou hebben op werk dat in het afgelopen tiental jaren verricht werd. Deze 'actualisering' lijkt een nuttige verduidelijking van de vage formulering in de akte, maar heeft een belangrijk nadeel dat pas in 1995 gesignaleerd werd. C.J.E. Schuurmans merkte toen op dat de betekenis van wetenschappelijk werk soms pas na meer dan tien jaar goed duidelijk wordt. Dat is vaak gebleken uit de praktijk van de toekenning van de Nobelprijzen, die zo'n actualiteitsconditie niet kent. Volgens Schuurmans is het te wijten aan deze conditie, die tot 1995 steeds gehanteerd schijnt te zijn, dat de medaille aan enkele prominente meteorologen zoals J. Charney en E. Lorenz was ontgaan. Dit is te betreuren daar het voor het aanzien van de medaille van groot belang is dat de belangrijkste meteorologen op de lijst van laureaten voorkomen. Daar de actualiteitsconditie niet in de akte voorkomt, kunnen de selectiecommissies in de toekomst zonder bezwaar deze buiten beschouwing laten. Lorenz ontving de medaille in 2004.
De uitreiking van de medaille wordt inhoudelijk en financieel ondersteund door het KNMI.

### De laureaten
In de lijst van laureaten zien we de ontwikkeling van de meteorologie sinds de tijd van Buys Ballot weerspiegeld. Tot de ontwikkeling van de meteorologie wordt ook de ontwikkeling van de internationale samenwerking op het gebied van de meteorologie gerekend waar Buys Ballot grote waarde aan hechtte; hij was de eerste voorzitter van de Internationale Meteorologische Organisatie, de IMO, tegenwoordig de Wereld Meteorologische Organisatie, de WMO. Onder de laureaten treffen we twee voorzitters aan van de IMO en twee secretarissen-generaal van de WMO. Deze laureaten hadden overigens ook een goede reputatie als onderzoeker. Aan de toekenning van de medaille zijn toevalselementen verbonden. Het kan voorkomen dat de betekenis van het werk van een laureaat na verloop van tijd minder groot blijkt te zijn dan een selectiecommissie dacht, maar het omgekeerde komt ook voor; enkele laureaten verwierven juist hun meeste roem met werk dat zij verrichtten nadat zij de medaille hadden ontvangen.
- 1893 De eerste medaille: Julius von Hann (1839-1921)
- 1903 De tweede medaille: Richard Assmann (1845-1918) en Arthur Berson (1859-1942)
- 1913 De derde medaille: Hugo Hergesell (1859-1938)
- 1923 De vierde medaille: Sir Napier Shaw (1854-1945)
- 1933 De vijfde medaille: Vilhelm Bjerknes (1862-1951)
- 1948 De zesde medaille: Sverre Petterssen (1898-1974)
- 1954 De zevende medaille: Gustav Swoboda (1893-1955)
- 1964 De achtste medaille: Erik Palmén (1898-1985)
- 1973 De negende medaille: Joseph Smagorinsky (1924-2005)
- 1982 De tiende medaille: Axel Wiin Nielsen (1924-2010)
- 1995 De elfde medaille: Veerabhadran Ramanathan (1944-)
- 2004 De twaalfde medaille: Edward Norton Lorenz (1917-2008)[2]
- 2014 De dertiende medaille: Brian J. Hoskins (1945-)[3]
- 2023 De veertiende medaille: Sandrine Bony (1968)[1]

## Bron
De tekst op deze pagina of een eerdere versie daarvan is afkomstig van de website van het KNMI.